# Prospherysa mimela
Prospherysa mimela là một loài ruồi trong họ Tachinidae.